# NGC 7194
NGC 7194 је елиптична галаксија у сазвежђу Пегаз која се налази на NGC листи објеката дубоког неба.
Деклинација објекта је + 12° 38' 13" а ректасцензија 22h 3m 30,9s. Привидна величина (магнитуда) објекта NGC 7194 износи 13,3 а фотографска магнитуда 14,3. NGC 7194 је још познат и под ознакама UGC 11888, MCG 2-56-8, CGCG 428-24, IRAS 22011+1224, PGC 67945.